# Чаганузун
Чаганузун (устар. Шаганузун, Чаган-Узун, в верховье Талдура) — река в России, протекает в Республике Алтай. Устье реки находится в 171 км по левому берегу реки Чуя в селе Чаган-Узун. Длина реки составляет 65 км, площадь водосборного бассейна 1170 км².
Водоток берёт начало из ледника Большая Талдура под названием Талдура. После принятия притока Чаган в селе Бельтир меняет название на Чаганузун.

## Этимология
Чаган-Узун, Чаган-Оозы (средневековая форма монг. чаган усун, современная форма монг. цагаан ус) — белая вода (река). Возможно вторая часть алт. оозы, тогда Чаган Оозы — устье белой (реки).

## Некоторые описания реки
«Чаганузур молочного цвета и окрашена как бы перемолотым песком морен» (Ядринцев, Н. М., исследователь Сибири и Центральной Азии).
«По словам толмача, в верхнем течении Чуя совершенно прозрачна, но её засоряет один левый приток Чеган-узун, берущий начало в Чуйских белках. Это обстоятельство служит прямым доказательством, что в вершине этого притока имеется большой ледник, но ни из литературы Алтая, ни из частных разговоров я не мог получить о нем никаких сведений. Вообще считается общим правилом, что мутные реки берут начало из ледников, прозрачные из снегов или ключей» (Сапожников, В. В. «По Алтаю: дневник путешествия 1895 года»).
«Чеган-Узун представляет самый многоводный приток Чуйской системы и едва ли не больше самой Чуи. Он заслуживает особенного интереса ввиду того обстоятельства, что обладает молочно-белой водой, которая резко отличается от буроватой прозрачной воды Чуи выше его впадения. Принося массу белой мути, Чеган-Узун вместе с другим левым притоком — Ак-тру, не только засоряет Чую на всём протяжении, но и Катунь вплоть до устья сохраняет молочно-белый оттенок» (Сапожников, В. В. «Катунь и её истоки: путешествия 1897—1899 годов»).

## Притоки
- 3 км: Кызылчин
- 25 км: Чаган
- 30 км: Кускуннур
- 36 км: Имэле
- 47 км: Джело

## Данные водного реестра
По данным государственного водного реестра России относится к Верхнеобскому бассейновому округу, водохозяйственный участок реки — Катунь, речной подбассейн реки — Бия и Катунь. Речной бассейн реки — (Верхняя) Обь до впадения Иртыша.

## Галерея
- Слияние Чагана и Талдуры
- Село Бельтир
- Излучина в среднем течении
- Зимний пейзаж на реке
- Разгар лета, белая ледниковая вода
- Каньон Чаганузуна в Чуйской степи
- Скальный прорыв, низкая осенняя вода
- Впадение Чаганузуна в Чую